# Ричмонд, Майкл
Майкл Ричмонд (англ. Michael Richmond; род. 13 августа 1960 года в Аделаиде, штат Южная Австралия) — австралийский конькобежец, специализирующийся в конькобежном спорте и шорт-треке. Участвовал в Олимпийских играх 1980, 1984, 1988 годов. Был знаменосцем на открытии Олимпийских игр в Калгари. Чемпион мира в шорт треке на дистанции 500 метров, бронзовый призёр в абсолютном зачёте в Медоне 1981 года.

## Биография
Майкл Ричмонд, сына Леса и Джойс. он посещал среднюю школу Энфилда, штат Виктория с 1973 по 1977 года. Майкл начал кататься на коньках в 8 лет. Его отец был тренером хоккейного клуба «Аделаида Тайгерс», а мать возглавляла Ассоциацию конькобежцев Аделаиды. Майкл играл в хоккей с 11 лет в течение 3-х лет вместе с братом Шейном за Аделаидских викингов и стал чемпионом среди юниоров к 13 годам. Он тренировался в конькобежном спорте у Колина Коутса и в 15 лет попал на международные соревнования в США и Канаде. 10 раз он был чемпионом Австралии по шорт-треку, устанавливая постоянно национальные рекорды на дистанциях 500, 1000 и 1500 метров в течение 20 лет, пока их не побил Ричард Герлиц в 2004 и 2005 годах. В 17 лет он соревновался в Великобритании на чемпионате мира среди студентов и занял 6 место.

## Профессиональная карьера
В 1978 году Майкл попал в национальную сборную по шорт-треку и в эстафете выиграл с командой 2 место на чемпионате мира в Солихалле, и на следующих двух чемпионатах в Квебеке и Милане были в эстафетах серебряные медали. В 20 лет перед последним курсом в колледже Кенсингтон-парк-Комьюнити, он был 8-м в мире и 2-м самым быстрым конькобежцем планеты на дистанции 500 метров с результатом 46,6 сек. В 1980 году он выиграл чемпионат Северной Америки и Голландии. На Олимпиаде в Лейк-Плэсиде в турнире по конькобежному спорту Майкл участвовал на дистанциях 500, 1000, 15000 метров и везде был в четвёртом десятке. В 1981 году, тренируясь по 2 часа в день он побил мировые рекорды на 500 и 1000 метров в шорт-треке и в том же году на чемпионате мира в Медоне выиграл на дистанции 500 метров, попал в финал на 3000 метров, там занял 3 место и в абсолютном зачёте стал бронзовым призёром.
На мировом первенстве в Токио была выиграна последняя серебряная медаль в эстафете на чемпионатах мира. На Олимпийских играх в Сараево его результаты в конькобежном спорте стали лучше по сравнению с прошлой Олимпиадой, лучшее место было 22-м на дистанции 500 метров. На следующих Олимпийских играх в Калгари его результаты уже были в первой двадцатке, на 1000 метров он занял 13 место, а на 1500 метров — 11 место. Ричмонд продолжал соревноваться без особого успеха ещё 3 года, и в 31 год в 1991 году закончил карьеру спортсмена. Он работал физиотерапевтом в национальной сборной на Олимпийских играх 1992 года в Альбервилле и в 1994 году в Лиллехаммере и привёл сборную Австралии впервые к третьему месту в эстафете.
Майкл Ричмонд открыл свой фитнес-центр Fit Life в Уорик-Сент-Энфилде. Он почётный член Австралийского зала Славы конькобежцев.

## Награды
- введен в зал Славы конькобежного спорта Австралии